# Leo Kornbrust
Leo Kornbrust (Sankt Wendel, 31 augustus 1929 – aldaar, 20 juli 2021) was een Duitse beeldhouwer.

## Leven en werk
Kornbrust begon zijn opleiding als meubelmaker/schrijnwerker in Sankt Wendel, gevolgd door een opleiding van 1947 tot 1950 als houtbeeldhouwer in Morbach (Hunsrück) en ten slotte van 1951 tot 1957 een beeldhouwopleiding bij Toni Stadler aan de Akademie der Bildenden Künste München. Stadler gold als een belangrijke vertegenwoordiger van de Münchener archaïsche periode. In 1957 betrok Kornbrust een atelier in München. Hij keerde in 1960 terug naar zijn geboortestad Sankt Wendel in de deelstaat Saarland.
Kornbrust begon in de zestiger jaren met beeldhouwen in steen en ging van figuratieve, aan de menselijke en organische vormen ontleende kunst over op meer abstracte torsovormen. Uiteindelijk ging hij steeds constructivistischer en minimalistischer werken met kogel- en kubusvormen. Bij voorkeur werkte Kornbrust met basaltlava en donkere granietsoorten.
Van 1967 tot 1970 nam Kornbrust jaarlijks deel aan het Symposion Europäischer Bildhauer in Sankt Margarethen im Burgenland. Aan het begin van de jaren zeventig creëerde de kunstenaar in samenwerking met zijn echtgenote, de Saarlandse schrijfster en dichteres Felicitas Frischmuth een reeks zogenaamde Schrift-Skulpturen. In obelisk- en kubusvormige beeldhouwwerken zandstraalde of graveerde Kornbrust de door zijn echtgenote gemaakte teksten. Het bekendste voorbeeld uit die periode is een zes meter hoge granieten zuil, die zich voor de Moderne Galerie in Saarbrücken bevindt.
Van 1978 tot 1999 was Kornbrust hoogleraar beeldhouwkunst in relatie tot de architectuur aan de Münchener Kunstacademie. Hij woonde en werkte in een atelier in het natuur- en cultuurgebied Damra in de buurt van Sankt Wendel.

## Straße der Skulpturen
Bij het Symposion Europäischer Bildhauer had hij de steenbeeldhouwer Karl Prantl leren kennen en diens idee omtrent beeldenroutes. In 1971 was Kornbrust de initiatiefnemer van het inmiddels bekende Internationale Steinbildhauersymposion St. Wendel, waarbij talloze grote sculpturen zijn gecreëerd door internationale beeldhouwers. In 1979 werden deze en andere beelden geplaatst langs een nieuw aangelegde beeldenroute, de Straße der Skulpturen. In 2002 werd die route samengevoegd met het gelijksoortige project van de beeldhouwer Paul Schneider, de beeldenroute Steine an der Grenze. Op het kruispunt van beide routes bij de dorpen Gehweiler (bij Wadern) en Oberlöstern werd door beide beeldhouwers als teken van verbinding een sculptuur geplaatst.

## Fotogalerij

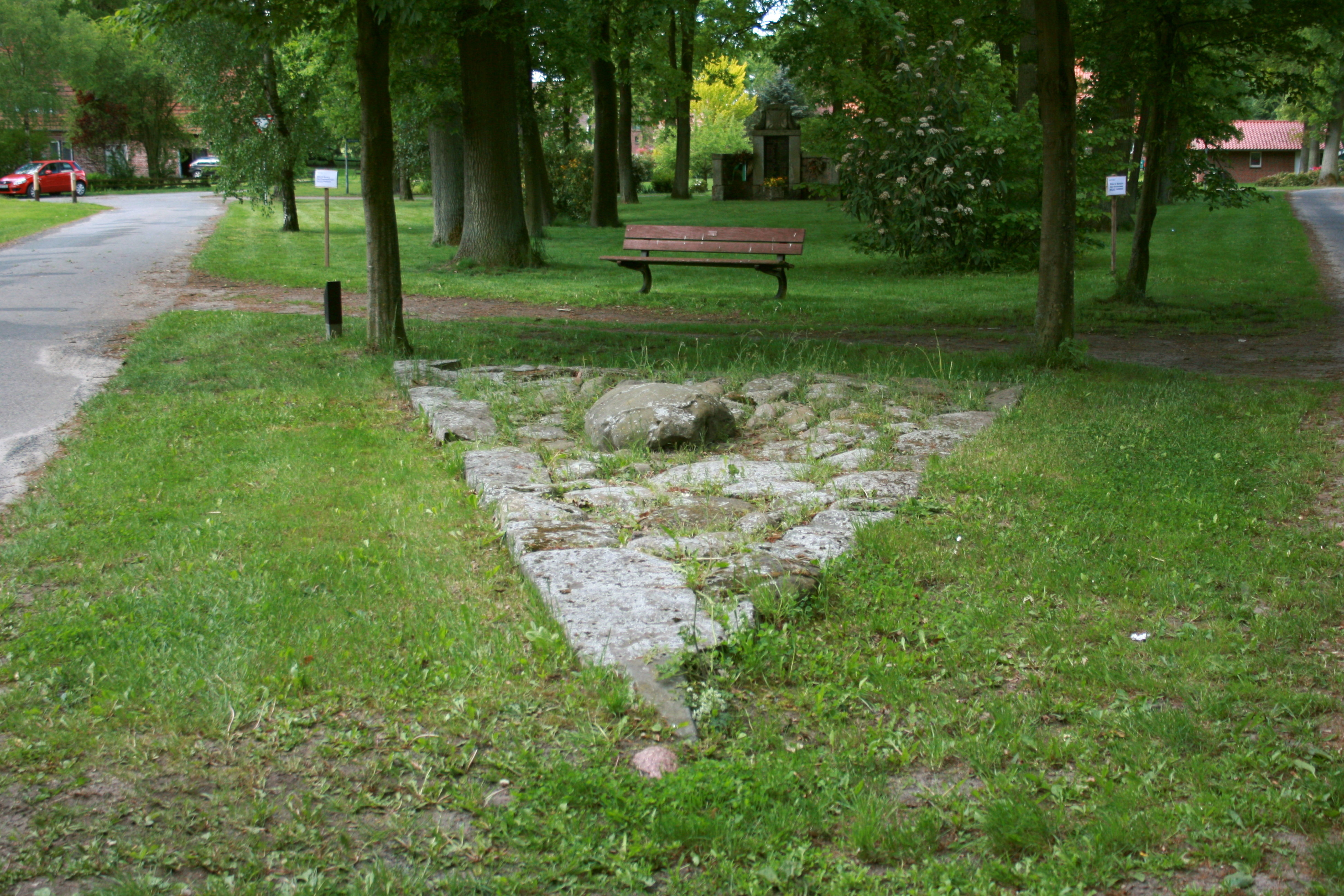
Hier ordnen Bäume mit (1977), Kunst-Landschaft Neuenkirchen
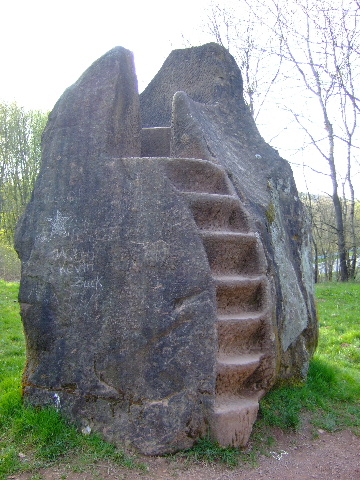
Liebesthron (1979), Straße der Skulpturen (St. Wendel)
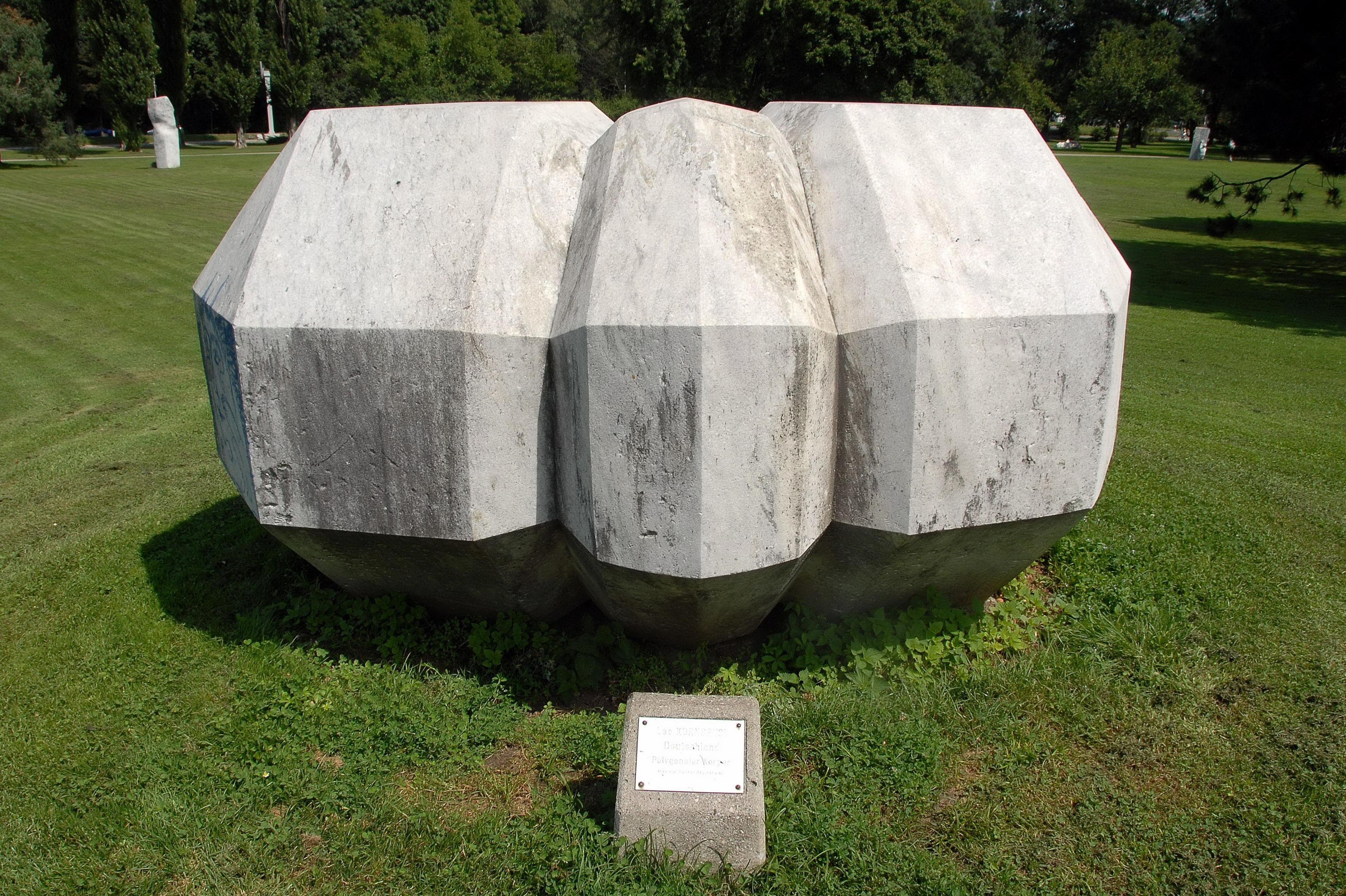
Polygonaler Körper in Klagenfurt, Oostenrijk
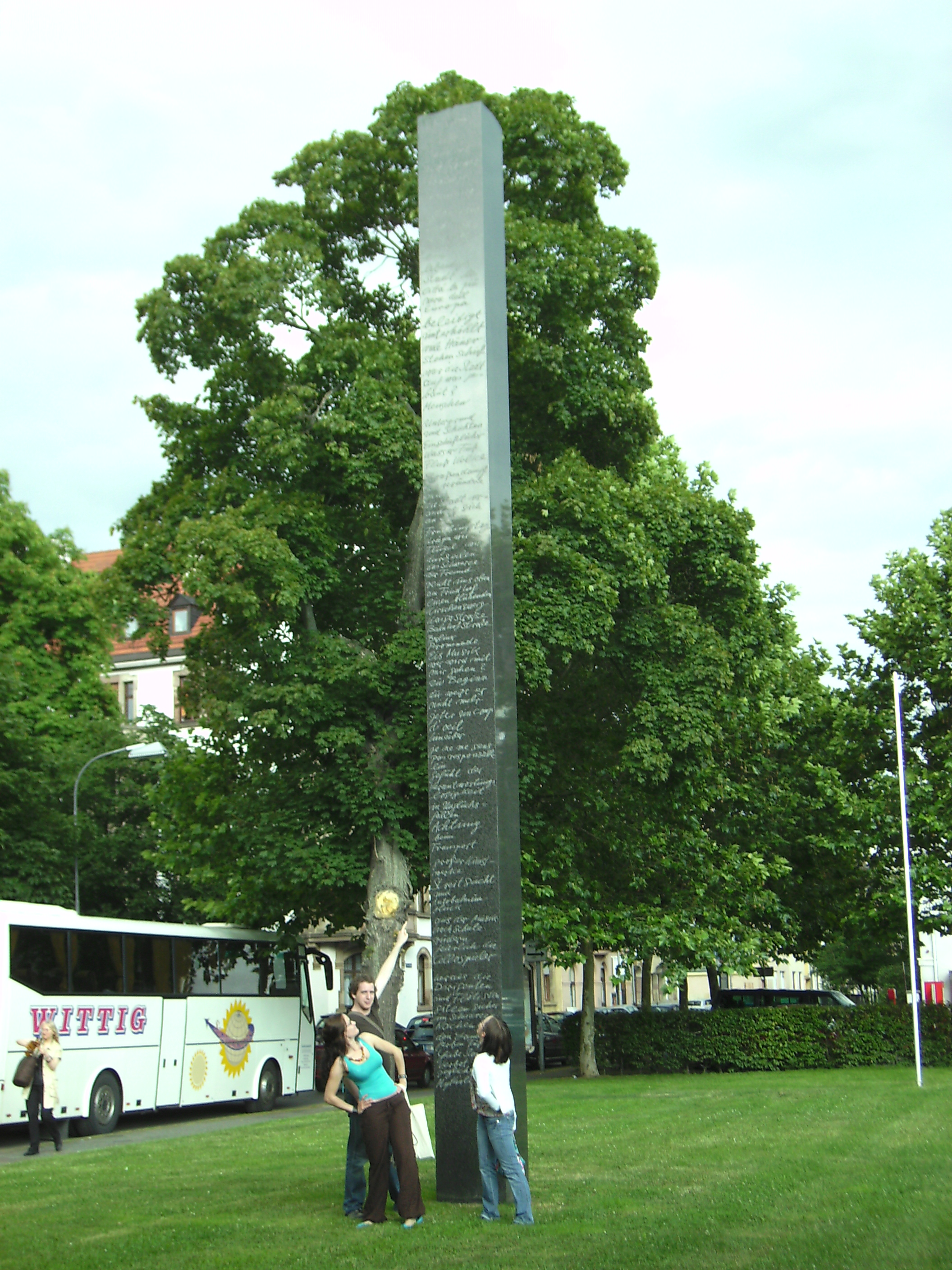
Stèle met teksten van Felicitas Frischmuth bij het Saarlandmuseum in Saarbrücken
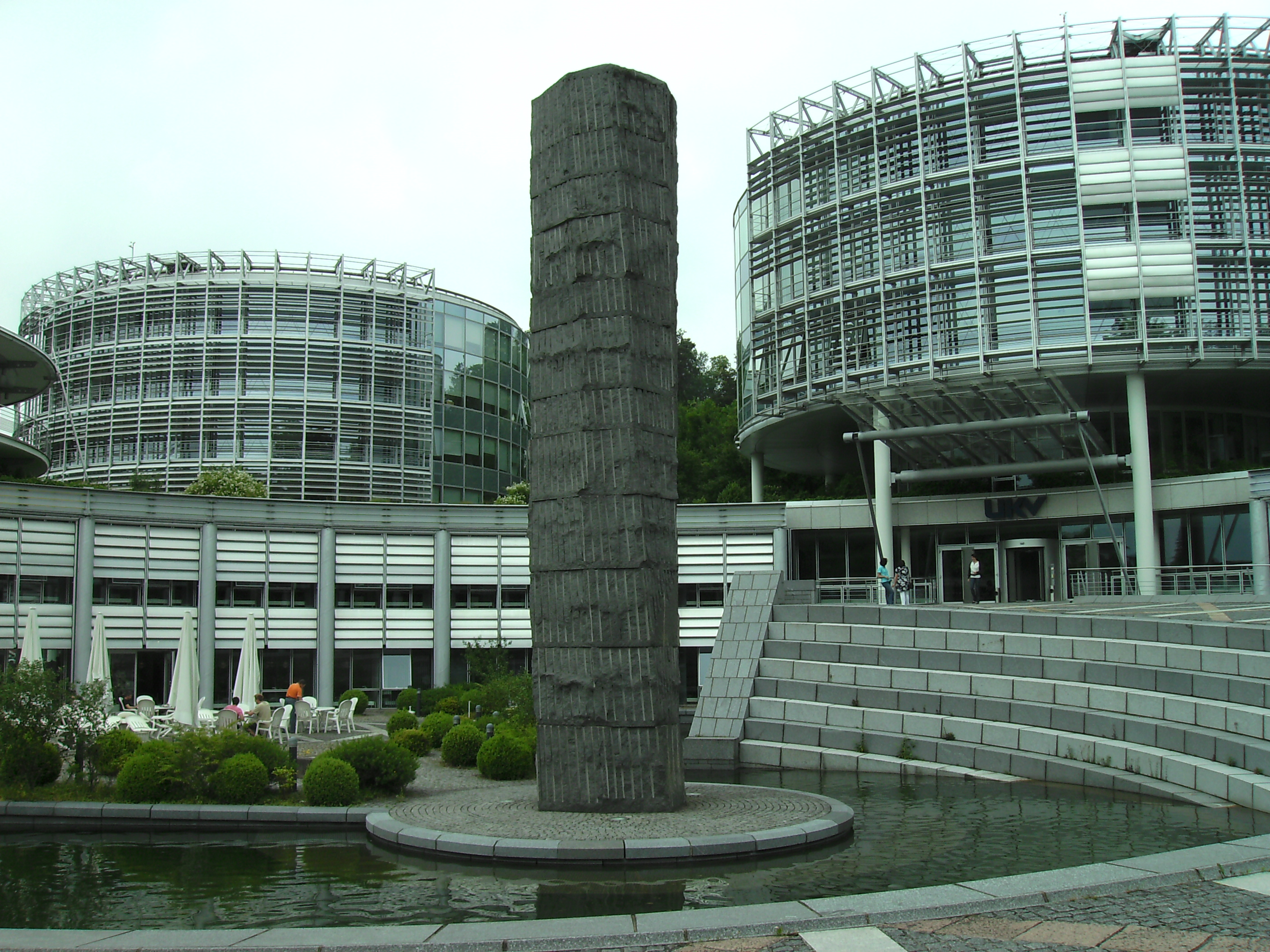
Basaltstèle in Saarbrücken
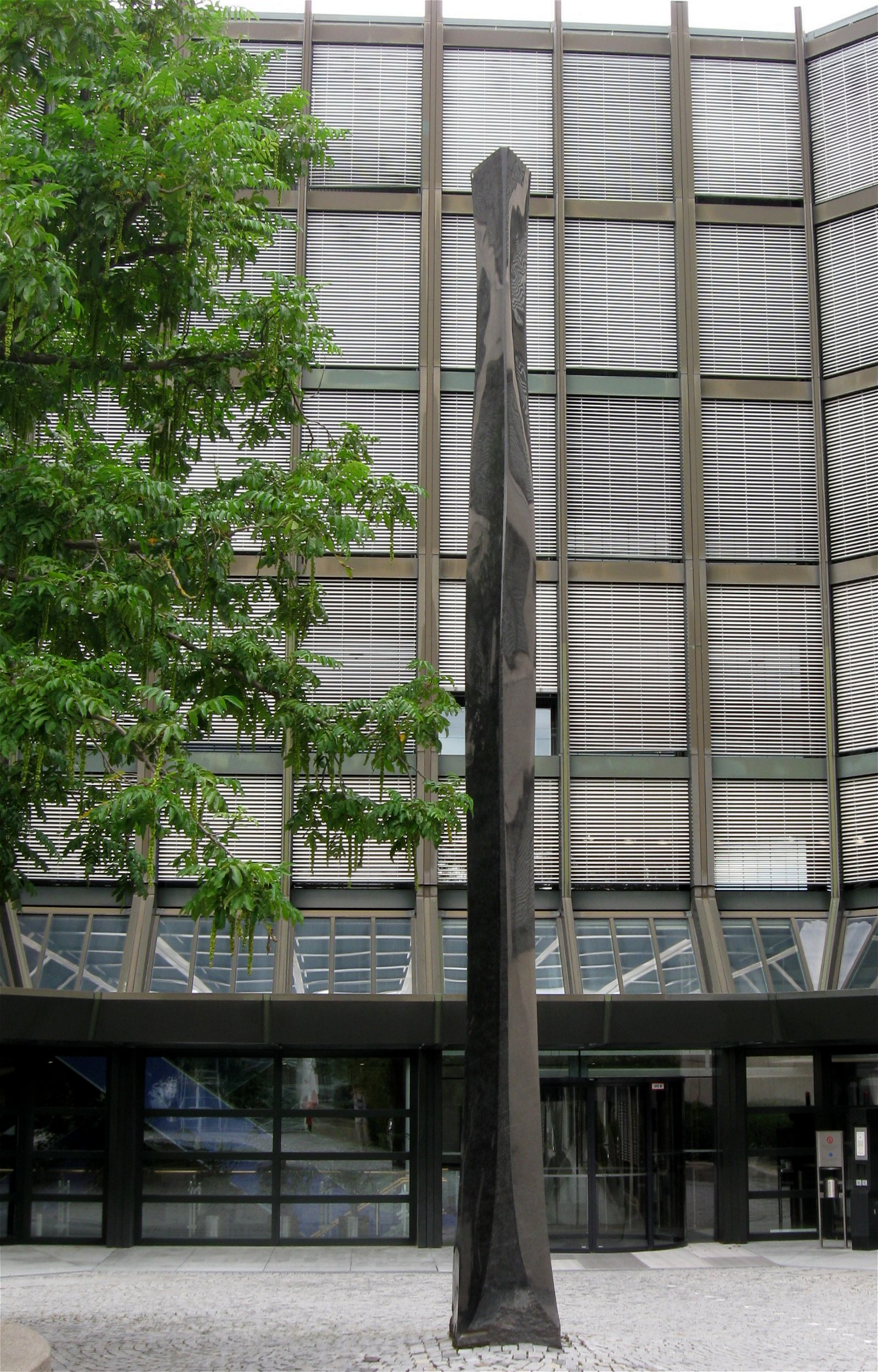
Innere Lnie (1981) in München-Neuperlach
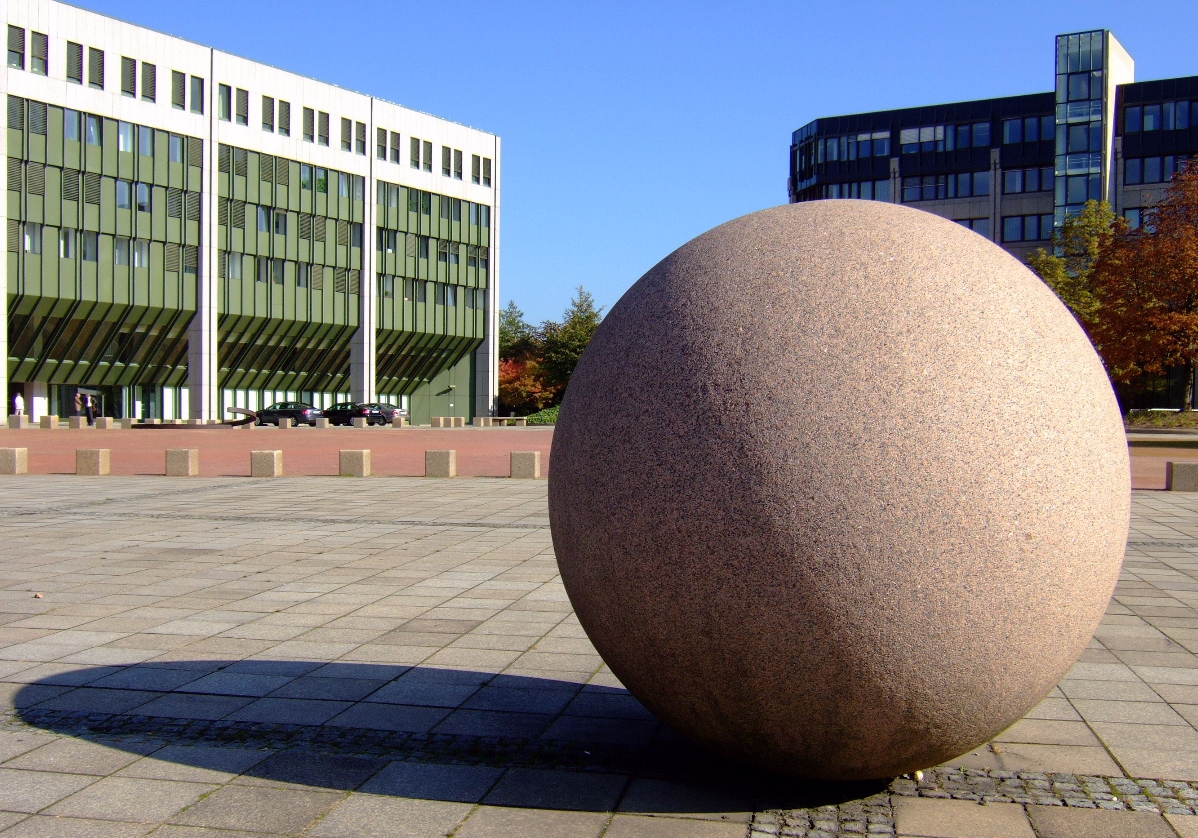
Zonder titel (1987) in Bonn
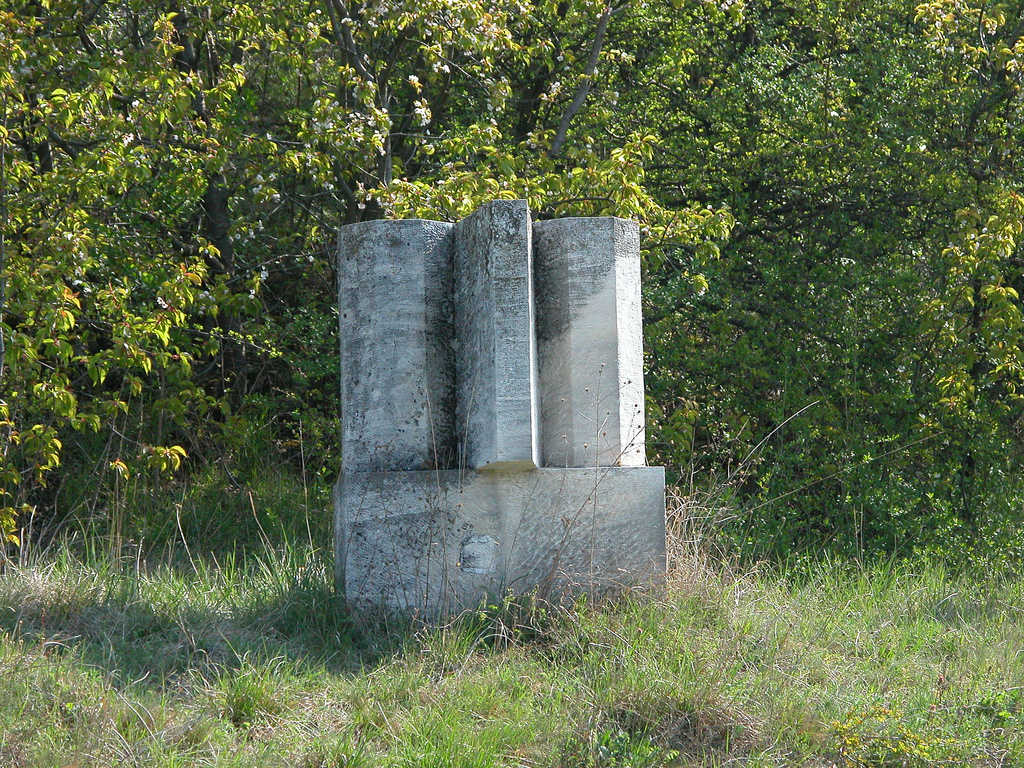
zonder titel (1967) in Sankt Margarethen im Burgenland
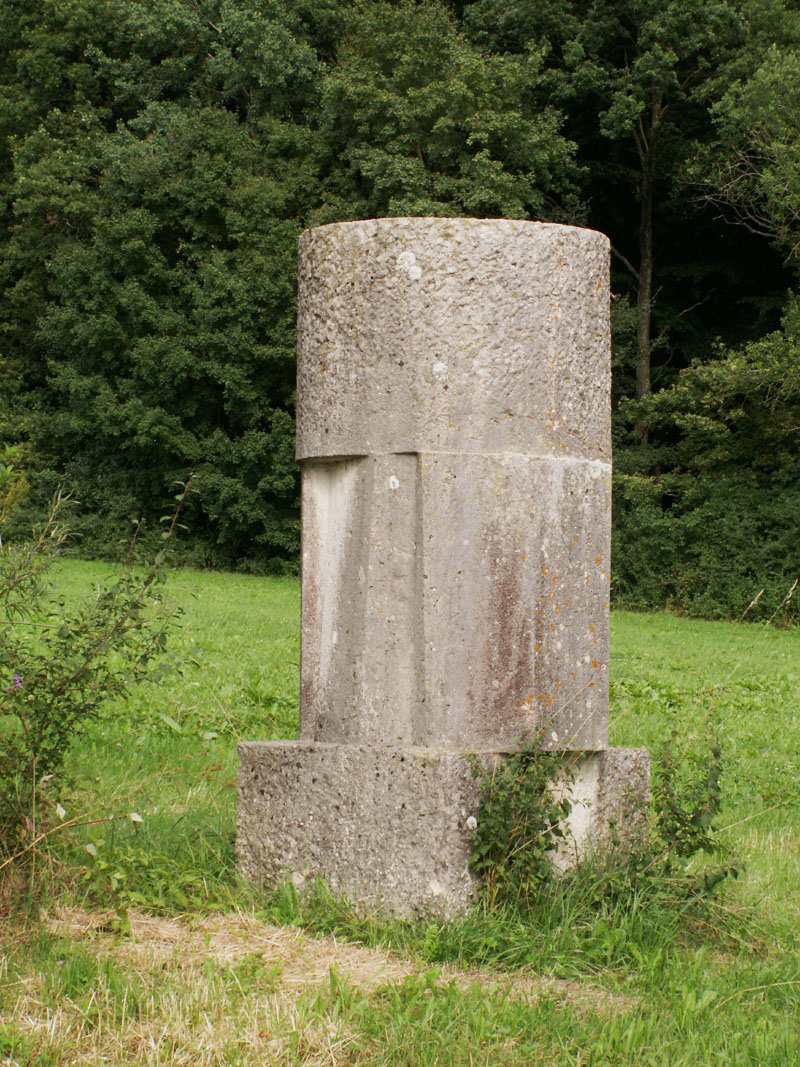
Sculptuur (1969/70), Skulpturenfeld Oggelshausen
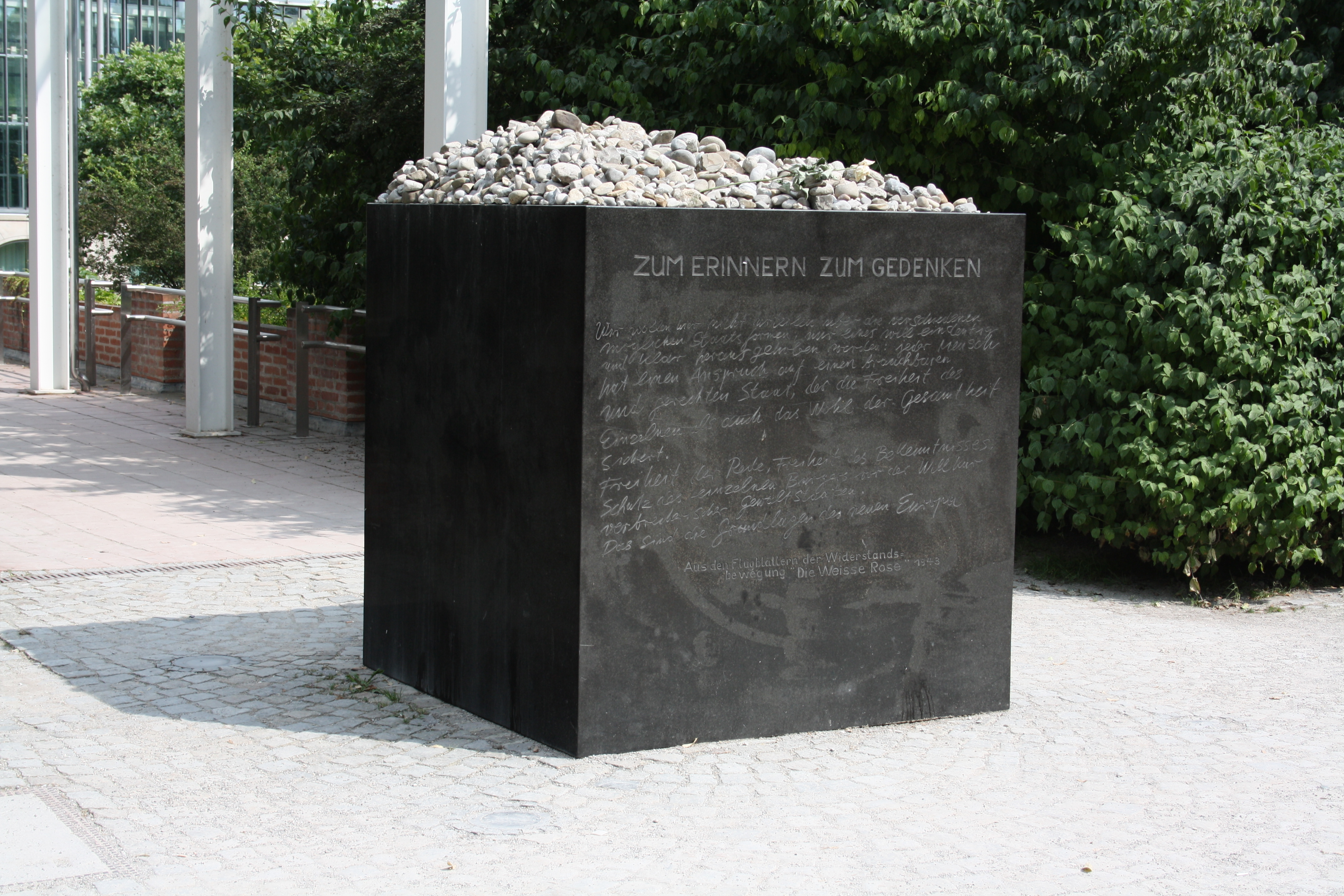
Monument Weiße Rose, Hofgarten in München
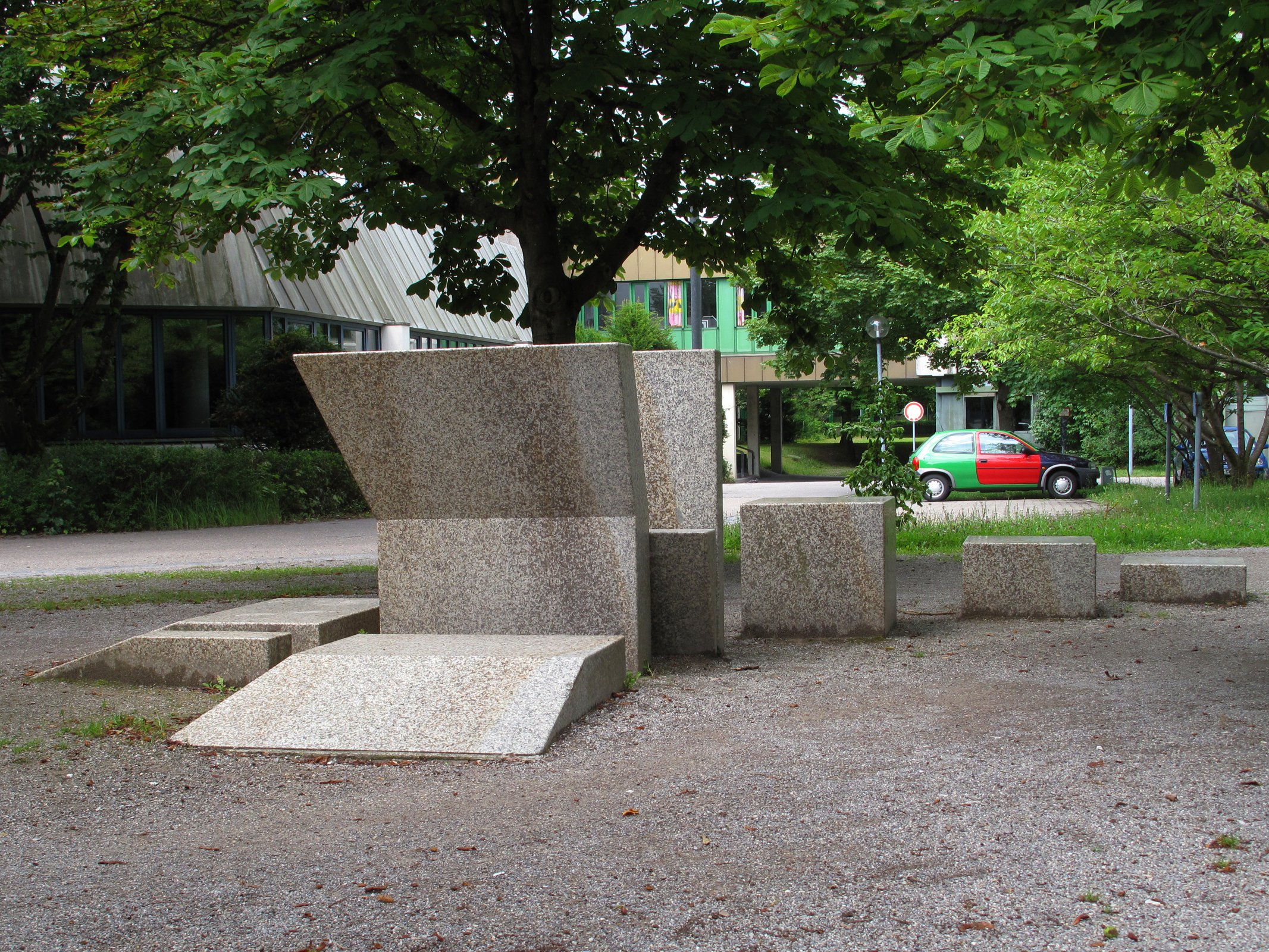
Zerlegter Kubus zum Thema menschliche Figur, Kopfbereich, Kunst am Campus in Augsburg